# Bildungssystem in Norwegen

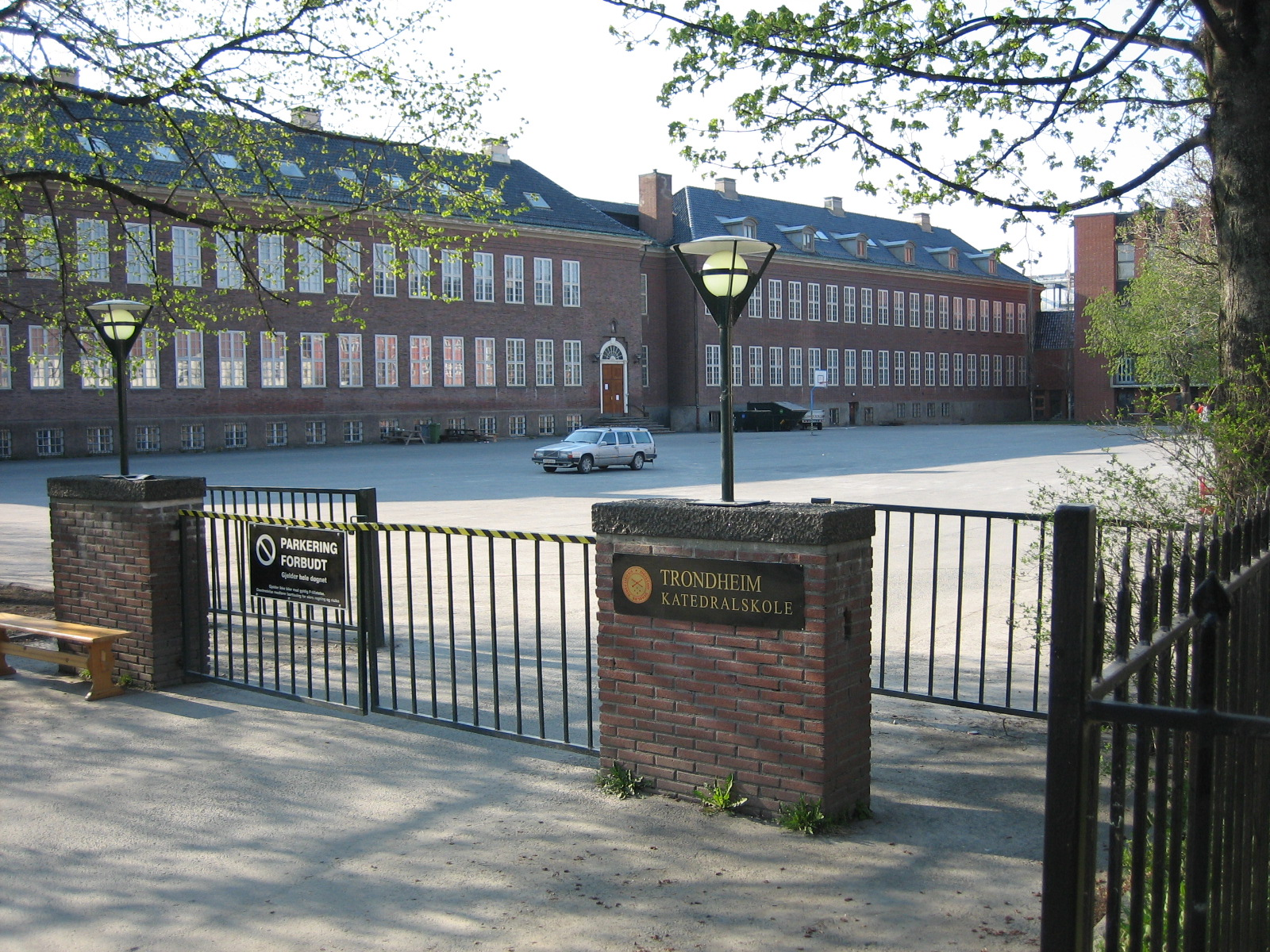
Älteste Schule Norwegens, die Katedralskole Trondheim

Das Bildungssystem in Norwegen verpflichtet alle Kinder von 6 bis 16 Jahren zur Bildung, die in der Regel an einer Schule vermittelt wird. Es gibt daneben einen Heimunterricht durch die Eltern, wenn auch nur für wenige Kinder. Die meisten Schulen sind staatlich-kommunal und kostenfrei.
Auf den Primar- und Sekundarbereich folgt die Höhere Sekundarbildung, die auf die Hochschulen und Berufsausbildung vorbereitet.

## Allgemeines
Das Schuljahr dauert von Mitte August bis zum späten Juni. Die Weihnachtsferien teilen es in zwei Halbjahre.
Nach dem Gesetz für unabhängige Schulen 2003 wurden einige wenige Privatschulen in Norwegen zugänglich. Sie müssen ein international anerkanntes Curriculum vorweisen (IB) oder eine alternative Form von Bildung anstreben (religiös orientiert wie die 4 katholischen Schulen oder z. B. Waldorfpädagogik). Sie werden staatlich genehmigt und dürfen keine Selektion nach Leistungen vornehmen. Der Besuch einer privaten Schule durch die Kinder der Königsfamilie stieß auf Kritik.
Der bei religiösen Minderheiten teilweise umstrittene Religionsunterricht wird mit Ethik zusammen als Pflichtfach gegeben. Seit 2015 heißt das Fach Kristendom, religion, livssyn og etikk (KLRE, ~ Christentum, Religion, Lebensanschauung und Ethik).

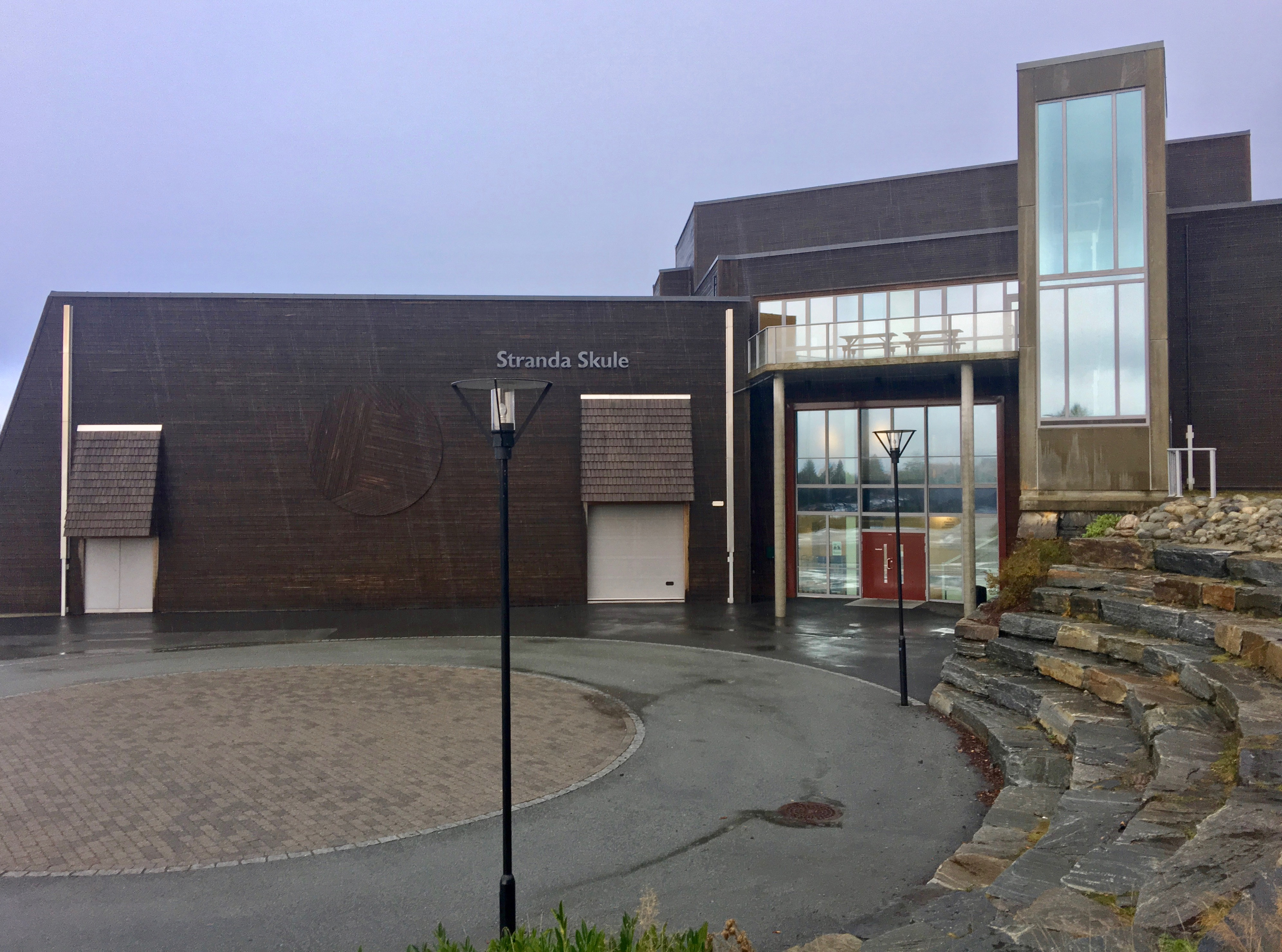
Grundschule in Norwegen

Gemessen am Anteil der Bildungsausgaben am Bruttoinlandsprodukt gibt kein anderes Land mehr für Bildung und Forschung aus als Norwegen. Der OECD-Durchschnitt lag 2021 bei 4,9 Prozent, während Norwegen 6,5 Prozent ausgab (Deutschland 4,6 %).
Bei den PISA-Studien 2009 der OECD schnitt Norwegen noch teilweise etwas besser als andere skandinavische Länder ab, jedoch deutlich hinter Finnland. Im Jahr 2018 und 2022 schnitten nicht nur Finnland, sondern auch Estland, Schweden und Dänemark besser ab. In Mathematik liegt Norwegen weit hinter den Spitzenreitern. Verglichen mit Deutschland lagen die Ergebnisse ziemlich dicht beieinander.

## Schulformen

### Grundschule
(barneskole, Klassen 1–7, 6–13 Jahre)
Im ersten Schuljahr lernen die Kinder die Basiskompetenzen und Englisch. In den Schuljahren 2–7 werden Norwegisch, Mathematik, Englisch, Naturwissenschaft, Religion, Kunst und Musik unterrichtet, später ergänzt durch Geografie, Geschichte und Sozialkunde ab der 5. Klasse. Bis dahin gibt es keine Noten, nur schriftliche Bewertungen. Der Schwerpunkt liegt eher auf sozialen Kompetenzen.

### Untere Sekundarschule
(ungdomsskole, Klassen 8–10, 13–16 Jahre)
Ab der Unteren Sekundarschule erhalten die Kinder Noten (von 1 bis 6, wobei letztere die beste Note ist). Sie entscheiden sich für ein Wahlfach (Theater, Schulzeitung etc.) und eine zweite Fremdsprache, etwa Deutsch, Französisch, Spanisch, oder auch zusätzlichen Englischunterricht oder Norwegenstudien. Statt der Fremdsprache können sie auch ein praktisches Wahlfach (arbeidslivsfag) nehmen. Nach der 10. Klasse gibt es eine schriftliche und mündliche Prüfung. Ein Sitzenbleiben ist bis dahin nicht vorgesehen.

### Höhere Sekundarschule
(videregående skole, Stufen VG1–VG3, 16–19 Jahre)
Die Höhere Sekundarschule entspricht der deutschen gymnasialen Oberstufe, bietet aber auch Berufsausbildungen an. Sie ist meist eine öffentliche Schule: 2007 waren es 93 %. Im Jahr 2017 lag die Abschlussquote an der videregående skole bei 73 % der eintretenden Schüler. Etwa 90 % aller Schüler wechseln nach der 10. Klasse in die Oberstufe. Nur 17 % eines Jahrgangs legt kein Abitur ab, wozu aber der Abschluss der Berufsausbildung mitzählt.
Seit 1994 gibt es keine speziellen Ausrichtungen der Höheren Sekundarschule mehr, ein Wechsel von der Berufsbildung in die Allgemeine Bildung ist nun immer möglich. Eine Höhere Sekundarschule bietet meist einen Zweig der Allgemeinbildung und der Berufsausbildung an, die aber auch miteinander verschränkt werden können. In letzterer gibt es eine zweijährige Einführung an der Schule und darauf eine Lehre in einem Betrieb oder einer Behörde.

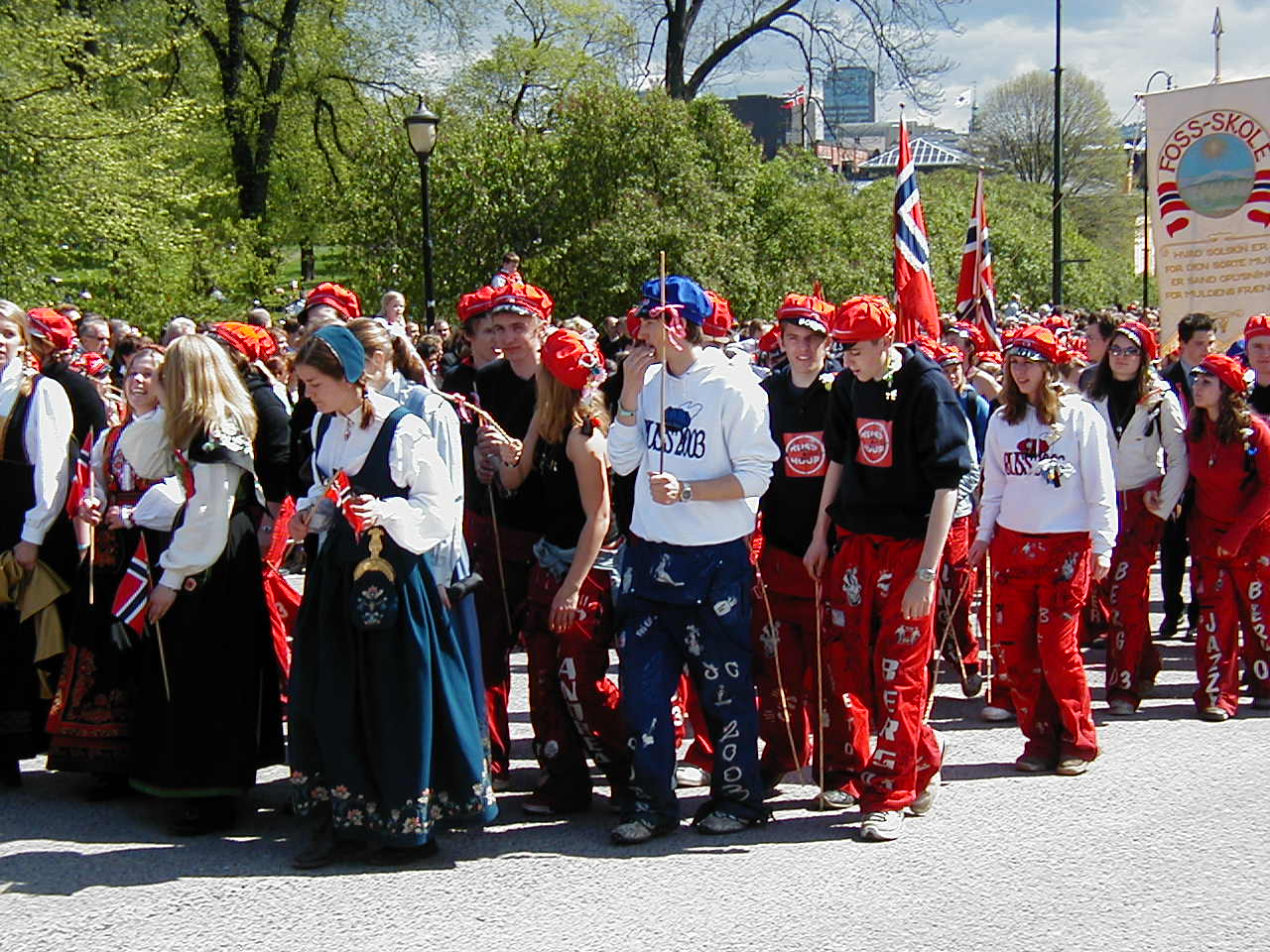
Russfeiring in Norwegen

Wenn die Schüler den Abschluss (vitnemål) machen, werden sie russe genannt. Sie feiern dies intensiv über mehrere Wochen und fahren in besonderen Bussen durch die Gegend, und zwar vor den Prüfungen.

### Inklusion
Die erste norwegische Sonderschule für behinderte Kinder wurde 1898 von Emma Hjorth gegründet. Seit den 1970er Jahren verfolgt die Regierung eine inklusive Beschulung in den lokalen Schulen. Förderpädagogik findet seitdem in den normalen Schulen statt.

## Lehrkräfte
In Norwegen werden drei Stufen von Lehrkräften unterschieden:
- Vor- und Grundschullehrer (førskolelærer, barnehagelærer): beschäftigt in Kindergärten und den ersten vier Schuljahren. Dafür wird heute ein B. A. verlangt.
- Adjunktlehrer (adjunkt): Diese Lehrkräfte arbeiten in den Klassen 5 bis 10 als Fachlehrer. Dafür wird ein B. A. in einem Fach von einer Universität oder Hochschule verlangt. Viele haben auch ein zweites Fach studiert.
- Lektor (lektor): arbeiten in der höheren Sekundarschule von der 8. Klasse bis zum dritten Jahr der Oberstufe. Verlangt werden ein M.A. und eine pädagogische Ausbildung.[18]

## Tertiärbildung

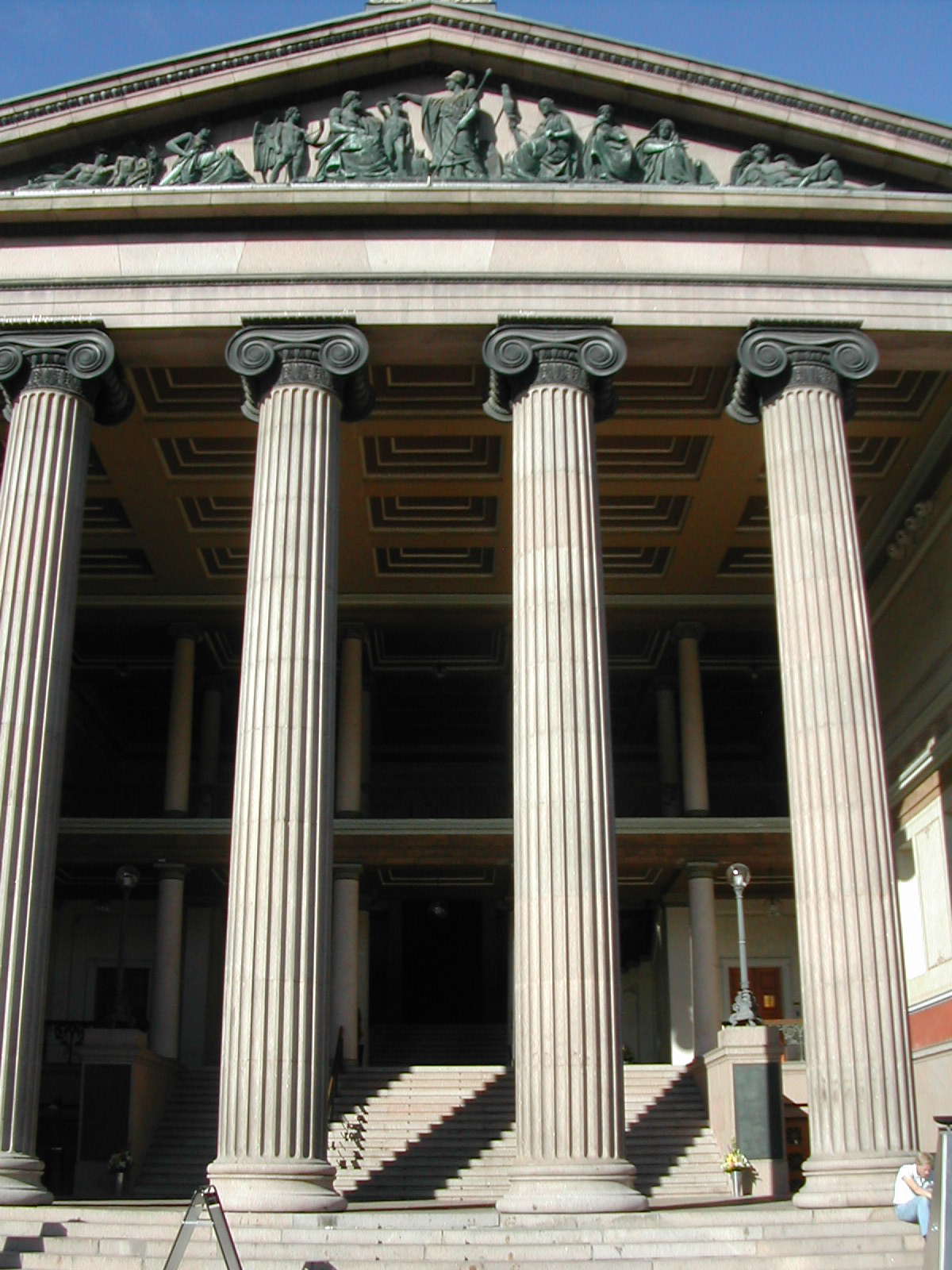
Universität Oslo, Juristische Fakultät

Die Hochschulbildung geschieht an verschiedenen Einrichtungen:
- Universitäten (Geistes- und Naturwissenschaften, Künste), bieten dreijährige Bachelor- und fünfjährige Masterstudien sowie den PhD (nach acht Jahren) an. Daneben gibt es die Berufsausbildungen zum Mediziner, Pharmazeuten oder Psychologen.
- Hochschulen (høgskole) bieten weitere Berufsausbildungen an, darunter zum Ingenieur, Lehrer oder zur Krankenschwester.
- Private Hochschulen bieten häufig populäre Fächer an, für die der Staat nicht genügend Plätze zur Verfügung stellt, etwa Business Management, Marketing, schöne Künste. Sie umfassen etwa 10 % aller Studenten.

Siehe Liste der Universitäten und Hochschulen in Norwegen

## Volkshochschulen
Wie in Dänemark nach Nikolai Grundtvig hat sich in Norwegen eine breite Bewegung mit besonderen Volkshochschulen (Folkehøyskole) etabliert. Nach der Schulpflicht nehmen viele Jugendliche einen neunmonatigen Kurs wahr. Zwischen 35 und 120 Jugendliche leben zusammen im Internat, einem Bestandteil der Folkehøgskole-Philosophie. Der Unterricht wird in Haupt- und Nebenfächer unterteilt, welche sich über eine große Bandbreite an Fach- und Themengebieten erstrecken. Die Mehrzahl der Fächer ist praktisch und am Interesse der Schüler orientiert. Es gibt weder Prüfungen noch Abschlüsse. Die Schulen haben die Förderung und Stärkung der Persönlichkeit vor allem in sozialer, aber auch in fachlicher Hinsicht zum Ziel.

## Geschichte
Die Schulgeschichte beginnt mit der Erhebung Norwegens zu einem Erzbistum 1153, als Domschulen zur Priesterausbildung in Trondheim (älteste Schule Norwegens), Oslo, Bergen und Hamar entstanden.
Nach der Reformation 1537, die der Vereinigung mit dem Königreich Dänemark 1536 folgte, wurden die Domschulen zu Lateinschulen. Alle Marktstädte hatten solche Schulen.
1736 wurde die Schule (Lesen, Schreiben, Rechnen) verpflichtend für alle Kinder, wenn auch noch sehr ineffektiv. Dies besserte sich, als Wanderschulen (omgangsskoler) eingerichtet wurden. Lehrer wie Søren Jaabæk zogen von Hof zu Hof und unterrichteten die Kinder. 1827 führte Norwegen die Volksschule (folkeskole) ein, eine Elementarschule, die ab 1889 für sieben Jahre und ab 1969 für neun Jahre zu besuchen war. In den folgenden Jahrzehnten wurde die Volksschule durch eine Grundschule (grunnskole) als Gesamtschule ersetzt.
In den armen Landesteilen Finnmark und Hedmark besuchen viele Kinder (bis zu 38 %) nur die Grundschule.
Vor dem 19. Jahrhundert besuchten Dänen/Norweger meistens die 1478 gegründete Universität Kopenhagen, daneben auch die Universitäten des Ostseeraums in Rostock (1419) und Greifswald (1456).
- 1750: Die Norwegische Militärakademie wird als freie Mathematikschule eingerichtet, mit den militärisch nützlichen Fächern.
- 1757: In Kongsberg wird eine Bergakademie für die Minen eingerichtet. 1814 ging diese Ausbildung an die Universitas Regia Fredericiana in Christiania (Oslo).
- 1811: Die bis heute führende Universität Oslo wird nach dem Modell der Humboldt-Universität zu Berlin eingerichtet.
- 1859: Die Norwegische Agrarwirtschaftsschule wird eingerichtet als Agrarhochschule in Ås, Akershus.
- 1870: Die Norwegische Sporthochschule wird eingerichtet.
- 1910: Das Norwegische Technologieinstitut wird eingerichtet in Trondheim, heute die größte Universität des Landes.
- 1936: Die Norwegische Handelshochschule wird eingerichtet in Bergen.
- 1943: Die BI Norwegian Business School (BI) wird in Oslo als Handelshochschule eingerichtet.
- 1946: Die Universität Bergen wird eingerichtet.
- 1961: Die Architektur- und Designhochschule Oslo wird eingerichtet.
- 1972: Die Universität Tromsø wird eingerichtet, die nördlichste Universität der Welt.
- 2005: Die Hochschule Stavanger wird zur Universität Stavanger erhoben.
- 2007: Die Hochschule Agder (seit 1994) wird zur Universität Agder erhoben
- 2011: Die Hochschule Bodø wird zur Universität Nordland.
- 2014/18: Die Hochschule Telemark und die Hochschule Buskerud und die Hochschule Vestfold verschmelzen zur Universität Südost-Norwegen.

## Einzelbelege
1. ↑  Das norwegische Schulsystem. 25. Mai 2018, abgerufen am 25. September 2023.
2. ↑  General information about education in Norway. Abgerufen am 24. September 2023 (englisch).
3. ↑  regjeringen.no: The Independent Schools Act. 14. Oktober 2019, abgerufen am 24. September 2023 (britisches Englisch).
4. ↑  St. Sunniva-Schule, Oslo Municipality Podcast. Abgerufen am 25. September 2023.
5. ↑  Eurydice Overview Norway. Abgerufen am 24. September 2023.
6. ↑  Act relating to independent schools (The Independent Schools Act) - Lovdata. Abgerufen am 24. September 2023.
7. ↑  Norwegische Royals gehen jetzt auf Privatschulen. 17. Juni 2014, abgerufen am 25. September 2023.
8. ↑  Bildung auf einen Blick 2024. OECD, 10. September 2024, abgerufen am 20. Juli 2025 (Tab. C 2.1 auf S. 279).
9. ↑  PISA-Programme for International Student Assessment. 20. Januar 2011, archiviert vom Original (nicht mehr online verfügbar) am 20. Januar 2011; abgerufen am 25. September 2023.  Info: Der Archivlink wurde automatisch eingesetzt und noch nicht geprüft. Bitte prüfe Original- und Archivlink gemäß Anleitung und entferne dann diesen Hinweis.
10. ↑  05326: Elever i videregående opplæring, etter studieretning/utdanningsprogram (todelt) og skolen sitt eierforhold (F) 2001 - 2022. Statistikkbanken. Abgerufen am 25. September 2023 (norwegisch).
11. ↑  Aldri har så mange fullført videregående skole. 29. August 2017 (norwegisch).
12. ↑  Levartworldblog: Das norwegische Schulsystem und Auswandern nach Norwegen. In: Reiseblog - Reisen und Leben mit Kindern. 13. Juli 2018, abgerufen am 25. September 2023 (deutsch).
13. ↑  businessportalnorwegen: 17 Prozent der 24- bis 34-Jährigen in Norwegen ohne Abitur. 23. September 2021, abgerufen am 24. September 2023 (deutsch).
14. ↑  Palmer Johnson: The Norwegian System of Public Secondary Education. In: The School Review. 44.8. Jahrgang, Nr. 1936, 1936, S. 608–14, doi:10.1086/439985, JSTOR:1080362 (englisch).
15. ↑  TVET in Norway. UNESCO-UNEVOC, 2013, abgerufen am 29. Juli 2014 (englisch).
16. ↑  Kai Schwind: Abifeiern in Norwegen: Erbarmen, die Russe kommen. In: Der Spiegel. 7. Juni 2007, ISSN 2195-1349 (spiegel.de [abgerufen am 24. September 2023]).
17. ↑  Norwegische Tradition: Exzessives Feiern von Abiturienten - Panorama. Abgerufen am 25. September 2023.
18. ↑  Eva Nordland: Teacher Training for Norwegian Schools. In: International Review of Education. 15. Jahrgang, Nr. 1, 1969, S. 65–74, doi:10.1007/BF01428142, bibcode:1969IREdu..15...65N, JSTOR:3442072 (englisch).
19. ↑  Per O. Aamodt: A New Deal for Norwegian Higher Education? In: European Journal of Education. Band 25, Nr. 2, 1990, S. 171, doi:10.2307/1503087.
20. ↑  Wendell Cultice: The School System of Norway. In: The Clearing House. 42. Jahrgang, Nr. 2, 1967, S. 119–121, doi:10.1080/00098655.1967.11477461, JSTOR:30183285 (englisch).
21. ↑  Her bor de med høyest utdanning - Ta Utdanning. 15. April 2016, archiviert vom Original am 15. April 2016; abgerufen am 24. September 2023 (norwegisch).  Info: Der Archivlink wurde automatisch eingesetzt und noch nicht geprüft. Bitte prüfe Original- und Archivlink gemäß Anleitung und entferne dann diesen Hinweis.
22. ↑  Nils Jörn: Review of Czaika, Otfried, David Chytraeus und die Universität Rostock in ihren Beziehungen zum schwedischen Reich. H-Soz-u-Kult, H-Review, April 2004 (h-net.org [abgerufen am 27. September 2023]).
23. ↑  Knut Alfsvag, Inger Ekrem, Minna Skafte Jensen, Egil Kraggerud: Reformation and Latin Literature in Northern Europe. In: The Sixteenth Century Journal. Band 28, Nr. 2, 1997, ISSN 0361-0160, S. 654, doi:10.2307/2543537.